# Matrah

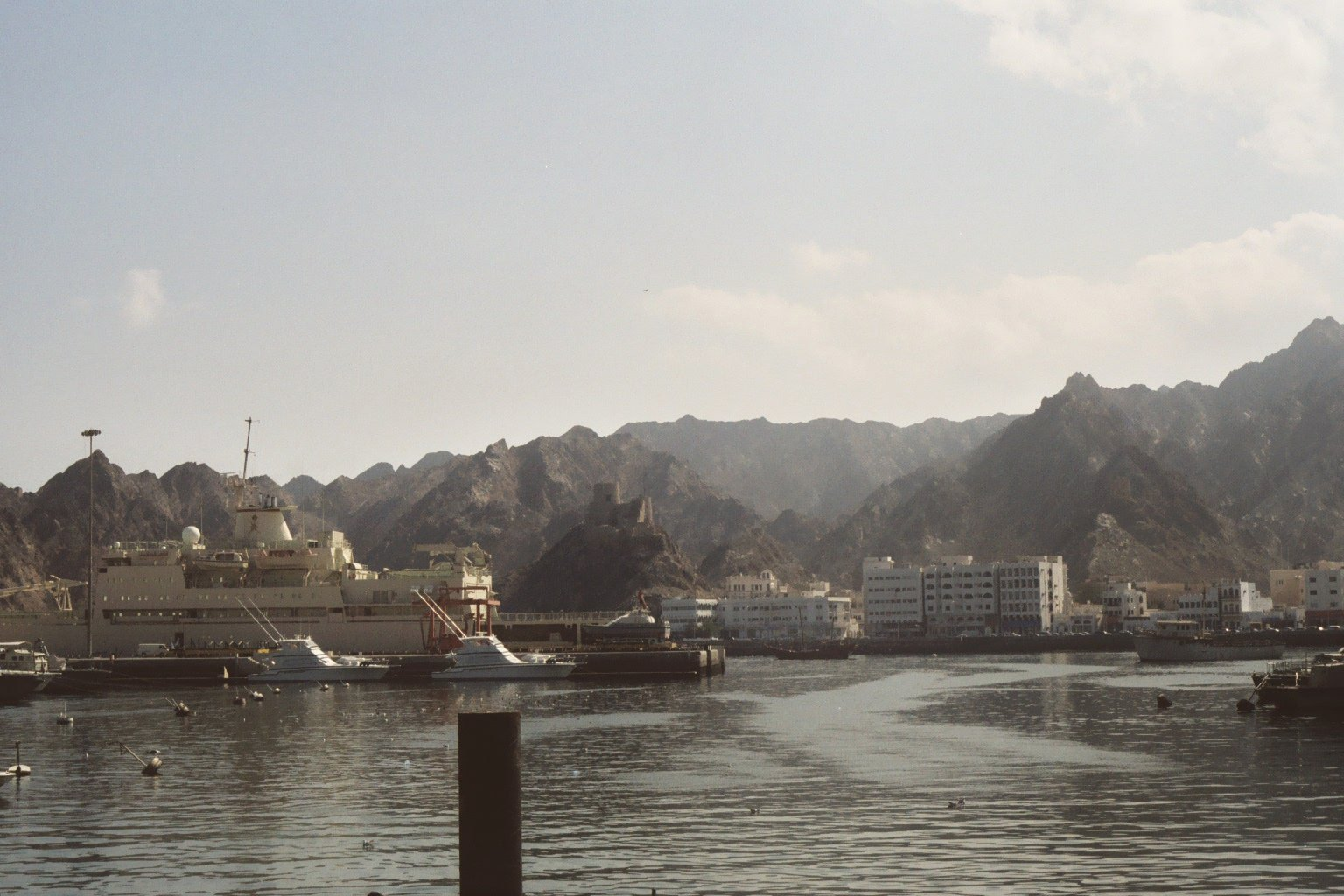
Hamnen i Matrah

Matrah (arabiska: مطرح), Mutrah eller Muttrah, med flera ytterligare stavningar (arabiska: مطرح), är en stad strax väster om Muskat på Omans nordkust mot Omanbukten, bortom udden som avgränsar Muskatviken. Den är provinsen Muskats kommersiella centrum och hyser den viktiga hamnen, som är en av regionens största. Matrah har 179 926 invånare (2006).
Två portugisiska 1500-talsborgar, al-Jalalee och al-Meerani, reser sig på ömse sidor om staden, som även hyser en traditionell bazar, Souq Matrah, och en äldre stadsdel, Sour al-Lawatiah, omgiven av stenmurar.